# NGC 2282
NGC 2282 je odrazna maglica  u zviježđu Jednorogu. 

## Vanjske poveznice
- SEDS: NGC 2282